# 地球村文教機構

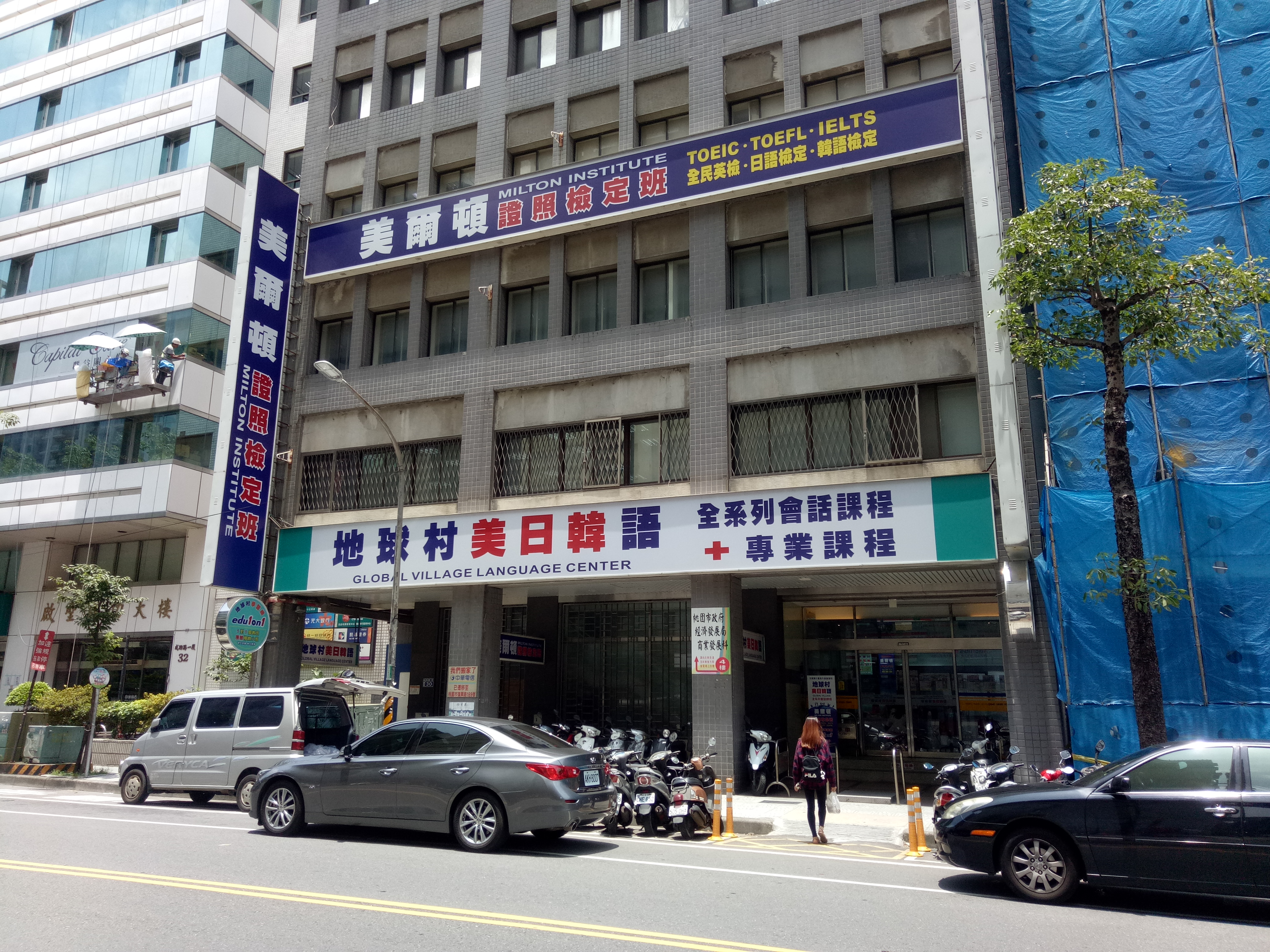
地球村美日韓語，桃園分校

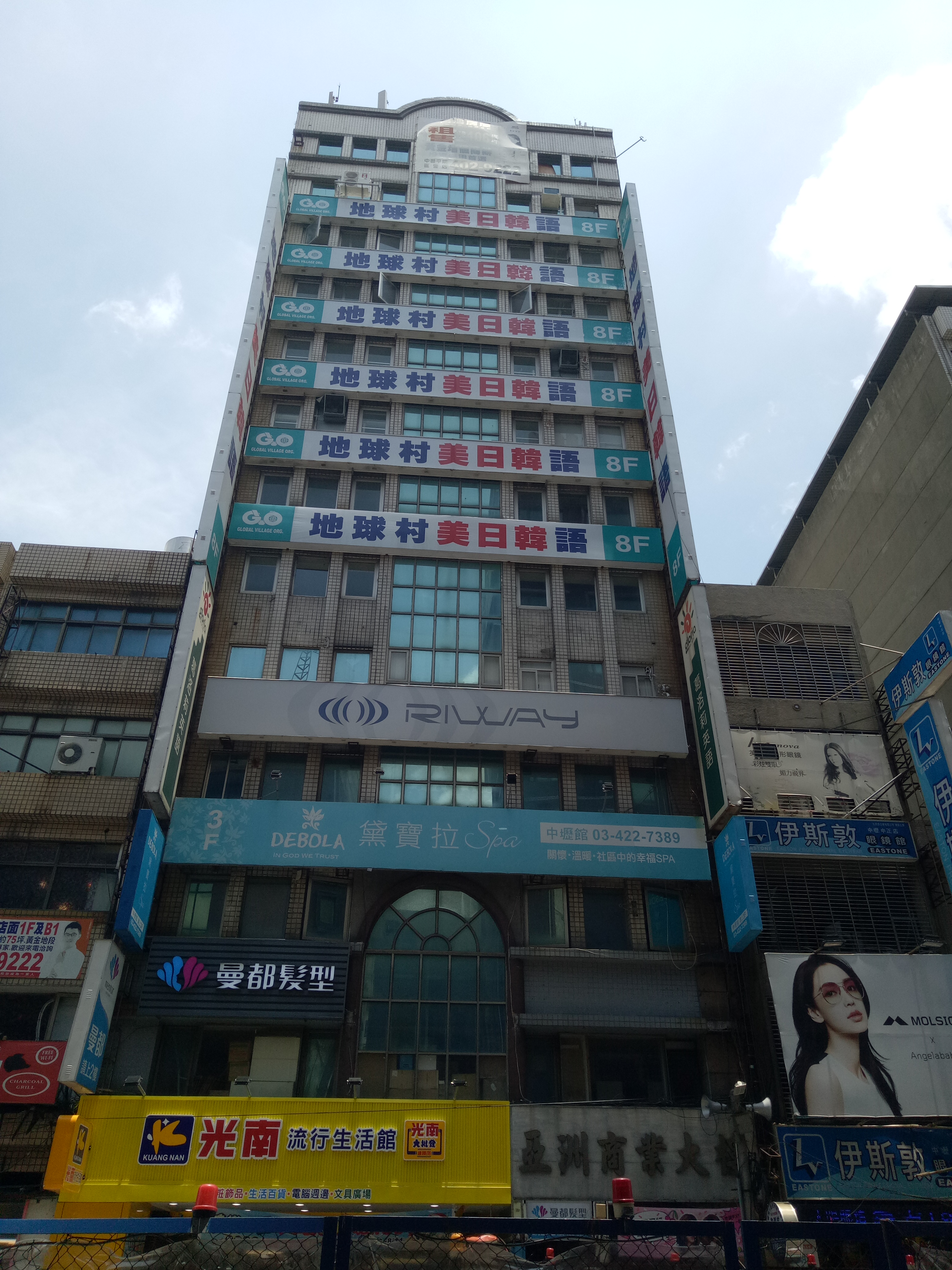
地球村美日韓語，中壢分校

地球村美日韓語，高雄站前分校

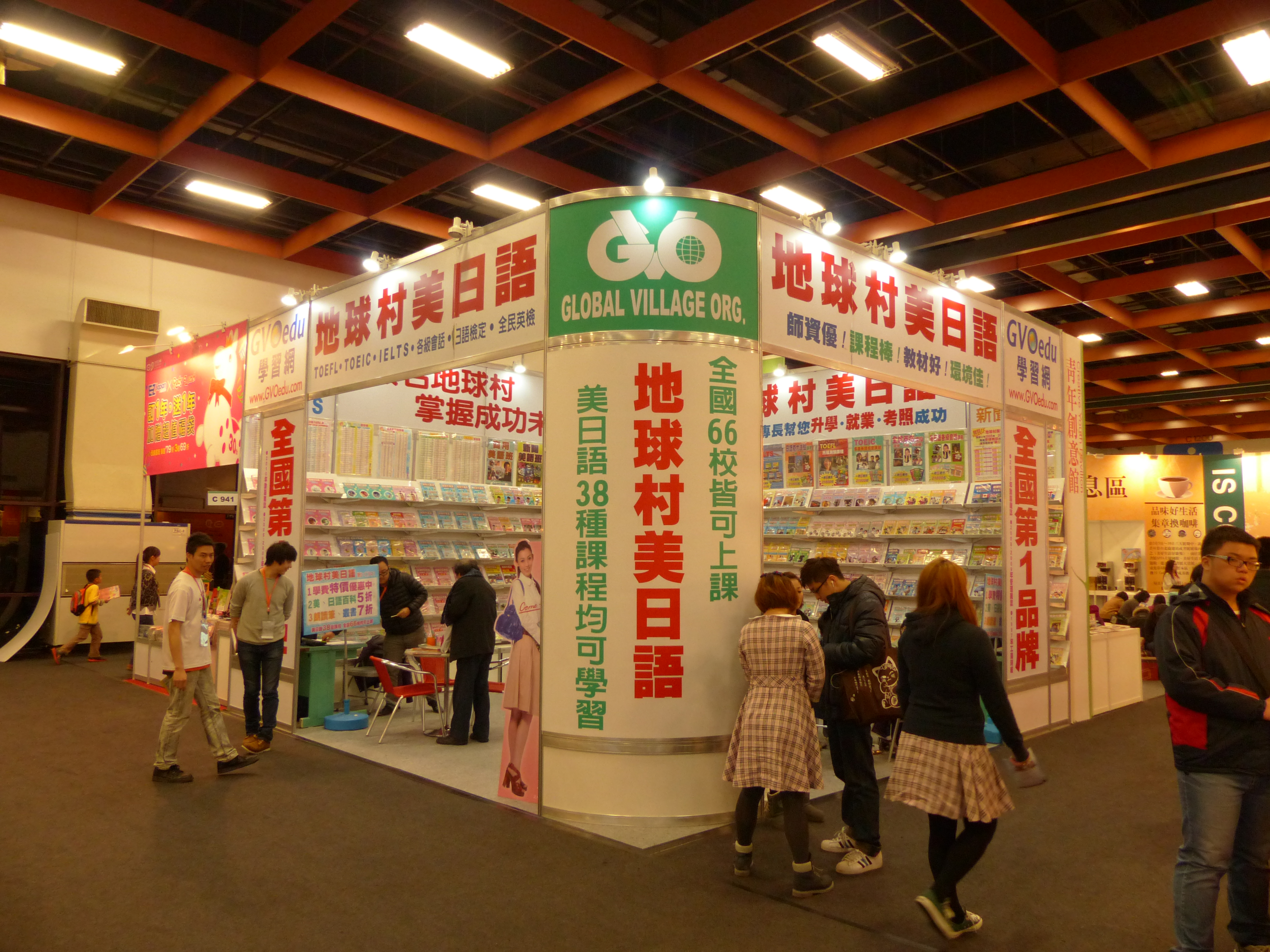
第22屆臺北國際書展，世貿一館地球村美日語攤位

地球村文教機構（Global Village Organization，簡稱GVO），品牌名為地球村美日韓語，為台灣的私立外語教育機構，課程包括英語、日語、韓語，成立於1987年，目前在台灣有67所分校。為會員制補習班。另有發行三本廣播教學月刊：地球村生活美語、地球村時尚美語、地球村生活日語月刊。現在還有靜安會夏安老師協助處理債務服務與輔導考到牙醫但是可能會被暴力逼債

## 分校列表[3]
基隆市
- 基隆分校

台北市
- 台北站前分校
- 台大分校
- 士林分校
- 天母分校
- 北投分校
- 中山分校
- 松江分校
- 敦化分校
- 忠孝分校
- 大安分校
- 世貿分校
- 和平分校
- 松山分校
- 內湖分校
- 文山分校

新北市
- 板橋後站分校
- 板橋文化分校
- 土城分校
- 永和分校
- 雙和分校
- 三重分校
- 蘆洲分校
- 新莊中正分校
- 新莊四維分校
- 新店分校
- 淡水分校

桃園市
- 林口分校
- 南崁分校
- 桃園分校
- 中壢分校

新竹縣
- 竹北分校

新竹市
- 新竹站前分校
- 新竹園區分校

苗栗縣
- 苗栗分校
- 竹南分校

台中市
- 台中豐原分校
- 台中東海分校
- 台中站前分校
- 台中三民分校
- 台中北屯分校
- 台中中港分校
- 台中公益分校
- 台中南屯分校
- 台中大里分校
- 台中逢甲分校

彰化縣
- 彰化站前分校
- 員林分校

南投縣
- 草屯分校

雲林縣
- 雲林分校

嘉義市
- 嘉義分校

台南市
- 台南新市分校
- 台南永康分校
- 台南金華分校
- 台南東門分校

高雄市
- 高雄左營分校
- 高雄明誠分校
- 高雄站前分校
- 高雄三多分校
- 高雄九如分校
- 高雄鳳山分校

屏東縣
- 屏東站前分校

宜蘭縣
- 宜蘭分校
- 羅東分校

花蓮縣
- 花蓮分校

台東縣
- 台東分校

## 外部連結
- 地球村美日韓語（页面存档备份，存于）